# John Mackenzie (regissör)
John Leonard Duncan MacKenzie , född 22 maj 1928 i Edinburgh, död 8 juni 2011 i London var en skotsk filmregissör.

## Filmografi i urval
- 1971 – Sammansvärjningen
- 1980 – Den blodiga långfredagen
- 1983 – The Honorary Consul
- 1987 – Det fjärde protokollet
- 1990 – The Last of the Finest
- 1992 – Ruby
- 1993 – Mörka vatten
- 1996 – Dödlig resa
- 2000 – When the Sky Falls